# Maicon Marques Bitencourt
Maicón Marques Bitencourt (* 18. Februar 1990 in Duque de Caxias), auch unter dem Namen Maicón bekannt, ist ein brasilianischer Fußballspieler.

## Karriere

### Verein
Maicon spielte in der Jugendabteilung bei Fluminense Rio de Janeiro und kam in der Saison 2008 erstmals in der Série A zum Einsatz. Bei seinen 13 Auftritten blieb er torlos, in der Saison 2009 schoss er zwei Tore in 21 Spielen. Im März 2010 wechselte er von Fluminense Rio de Janeiro für eine vier Millionen Euro Ablösesumme zu Lokomotive Moskau.
Zur Saison 2017/18 wurde er vom türkischen Erstligisten Antalyaspor verpflichtet. Hier spielte er eineinhalb Spielzeiten und zog im Januar 2019 zu Atlético Mineiro weiter. Für Mineiro spielte er bis Mitte 2020. Von Ende Juni 2020 bis Ende Dezember 2020 war er vertrags- und vereinslos.
Ende Dezember 2020 zog es ihn nach Thailand. Hier unterschrieb er einen Vertrag bei Buriram United. Der Verein aus Buriram spielte in der höchsten Liga des Landes, der Thai League. Sein Ligadebüt für Buriram gab er am 26. Dezember 2020 im Auswärtsspiel gegen den Chonburi FC. Hier wurde er in der 65. Minute für Kevin Ingreso eingewechselt. Im März 2021 feierte er mit Buriram die Vizemeisterschaft. Ein Jahr später wurde er mit Buriram thailändischer Meister. Am 22. Mai 2022 stand er mit Buriram im Finale des FA Cup. Hier besiegte man den Erstligisten Nakhon Ratchasima FC nach Verlängerung mit 1:0. Eine Woche später stand er mit dem Verein im Finale des Thai League Cup, wo man den Erstligisten PT Prachuap FC mit 4:0 besiegte. Nach 26 Erstligaspielen wurde sein Vertrag nach der Saison 2021/22 nicht verlängert.

### Nationalmannschaft
Bei der Junioren-Fußballweltmeisterschaft 2009 spielte Maicon eine wesentliche Rolle in der U-20-Mannschaft der Brasilianer, die am Ende Zweiter wurde. 

## Erfolge
Lokomotive Moskau
- Russischer Pokalsieger: 2015, 2017

Buriram United
- Thailändischer Meister: 2021/22
- Thailändischer Pokalsieger: 2021/22
- Thailändischer Ligapokalsieger: 2021/22